# Impasse du Tertre
L'impasse du Tertre est une voie située dans le quartier de Clignancourt du 18e arrondissement de Paris.

## Origine du nom
Elle porte ce nom en raison du voisinage de la place du Tertre. 

## Historique
Cette voie de l'ancienne commune de Montmartre, dénommée « cul-de-sac Saint-Vincent », est classée dans la voirie parisienne par un décret du 23 mai 1863 et prend sa dénomination actuelle par un arrêté du 26 février 1867.

## Bâtiments remarquables et lieux de mémoire
Elle est située dans le quartier historique de Montmartre.